# Milt Dunnell
Milt Dunnell (St. Marys, 24 dicembre 1905 – Toronto, 3 gennaio 2008) è stato un giornalista canadese.

## Biografia
Nato in un piccolo centro dell'Ontario, iniziò la carriera giornalistica nel 1920, presso lo Stratford Beacon Herald, per poi passare nel 1942 al Toronto Star, il giornale canadese di maggior diffusione nel paese, di cui divenne direttore della redazione sportiva nel 1949.
Continuò a scrivere sino agli anni '90, quando, a 93 anni, ancora contribuiva al giornale con tre colonne al giorno.
Fu insignito di molti premi, e nel 2006 gli fu intitolato un campo da baseball nella cittadina nella quale viveva, Toronto, in una cerimonia alla quale partecipò, già centenario.
È morto il 3 gennaio 2008, alcuni giorni dopo il suo 102º compleanno.